# Осада Мелоса
Осада Мелоса афинскими войсками — состоялась 416—415 до н. э. в ходе Пелопоннесской войны.

## Позиция мелийцев
В начале Пелопоннесской войны, в 431 до н. э., Мелос и Фера были единственными из Кикладских островов, не присоединившимися к Афинам. Мелийцы, потомки спартанских колонистов, пытались сохранять нейтралитет в конфликте, но афинская агрессия вынудила их вступить в войну.
В 426 до н. э. на остров была направлена экспедиция из 60 кораблей и 2 тыс. гоплитов под командованием Никия, но жители отказались подчиниться, и после опустошения полей афиняне были вынуждены покинуть Мелос.
Вероятно, Мелос помогал спартанцам в Архидамовой войне, и после неудачной попытки распространить своё влияние на севере Пелопоннеса, закончившейся поражением при Мантинее, афиняне решили взять реванш на море.

## Мелийская экспедиция
Весной 416 до н. э. на Мелос отправилась экспедиция в составе 30 афинских, 6 хиосских и двух лесбосских кораблей, с 1200 гоплитами, 300 пешими, 20 конными стрелками и примерно 1500 союзными гоплитами на борту. Командовали стратеги Клемед, сын Ликомеда, и Тисий, сын Тисимаха. Высадившись на острове, они окружили город Мелос валом, после чего большая часть войска покинула остров, а оставшиеся приступили к осаде.
В кампанию 416 до н. э. мелийцам удалось ночной вылазкой овладеть частью осадной стены, перебив стоявший на одном из участков отряд, и ввезти в город продовольствие.
Зимой 415 до н. э. осажденные сумели овладеть еще одним участком стены. Через некоторое время из Афин прибыли подкрепления под командованием Филократа, сына Демея, и осада повелась более энергично. Среди осажденных появились изменники, и жители были вынуждены капитулировать. Афиняне перебили всех взрослых мужчин, а женщин и детей продали в рабство; позднее на остров было выведено 500 афинских колонистов.
Это был второй случай массового убийства населения, осуществленного афинянами (после резни в Скионе); к такому решению, помимо озлобления, вызванного упорством жителей, не имевших шансов на победу, афинян могли подтолкнуть аналогичные действия спартанцев — поголовное избиение заложников, взятых в Гиссиях (418/417 до н. э.)

## Последствия
Уже осенью 415 до н. э. Еврипид откликнулся на мелийские события своей самой проникновенной трагедией, «Троянками». По мнению исследователей, постановка стала одновременно и напоминанием о геноциде, и предостережением о расплате за преступления, о том, что, возможно, и афинянкам придется испытать те же страдания, на которые их мужья обрекли женщин Мелоса.
Афинская публика, по-видимому, правильно поняла смысл пьесы, была недовольна и присудила драматургу только второе место.

## Мелосский диалог
События на Мелосе использовал Фукидид для создания своего знаменитого Мелосского диалога. Большинство специалистов полагает, что софистическая беседа афинских послов и мелийских синедров была им целиком сочинена, и представляет важность, в основном, для понимания взглядов историка. Судя по содержанию, диалог был написан уже после окончательного поражения Афин, и если бы Фукидиду удалось закончить свою работу, занял бы место ровно посередине «Истории».
Вероятно, целью историка было показать моральную деградацию афинян в ходе войны, цинизм реальной политики, а также то, как заносчивость Афин толкала их к гибели.